# 卡伦·多尔顿
卡伦·多尔顿（英語：Karen Dalton，1961年1月2日—），澳大利亚女子篮球运动员。她曾代表澳大利亚国家队参加1984年和1988年夏季奥林匹克运动会篮球比赛，最好名次是1988年奥运会的第四名。